# Čeglje
Čeglje – wieś w Chorwacji, w żupanii zagrzebskiej, w mieście Jastrebarsko. W 2011 roku liczyła 373 mieszkańców.